# عظام غير منتظمة
العظام غير المنتظمة (بالإنجليزية: irregular bone) هي العظام التي من خلال تكوينها لا يمكن تصنيفها كعظام طويلة أو مسطحة أو قصيرة أو حتي كعظام سمسمانية.
تخدم العظام غير المنتظمة العديد من الوظائف في جسم الإنسان، منها مثلا: حماية النسيج العصبي (الفقرات والحبل الشوكي)، وهي مكان مهم لتثبيت العضلات (عظم العَجُز), وأيضا لحماية القصبة الهوائية والبلعوم كما هو الحال مع العظمة اللامية.
تتكون العظام غير المنتظمة من نسيج اسفنجي محاط بعظم قشري (مضغوط). توجد العظام غير المنتظمة أيضا لتربط جميع أجزاء العمود الفقري ببعضها، حيث أن العمود الفقري هو أكثر الأماكن التي يمكن ملاحظة العظام غير المنتظمة بجسم الأنسان.
ومن الأمثلة على العظام غير المنتظمة: عظم الحوض، الفقرات، العصعص والفك.

## أمثلة

عظام غير منتظمة (موضح باللون الأحمر).
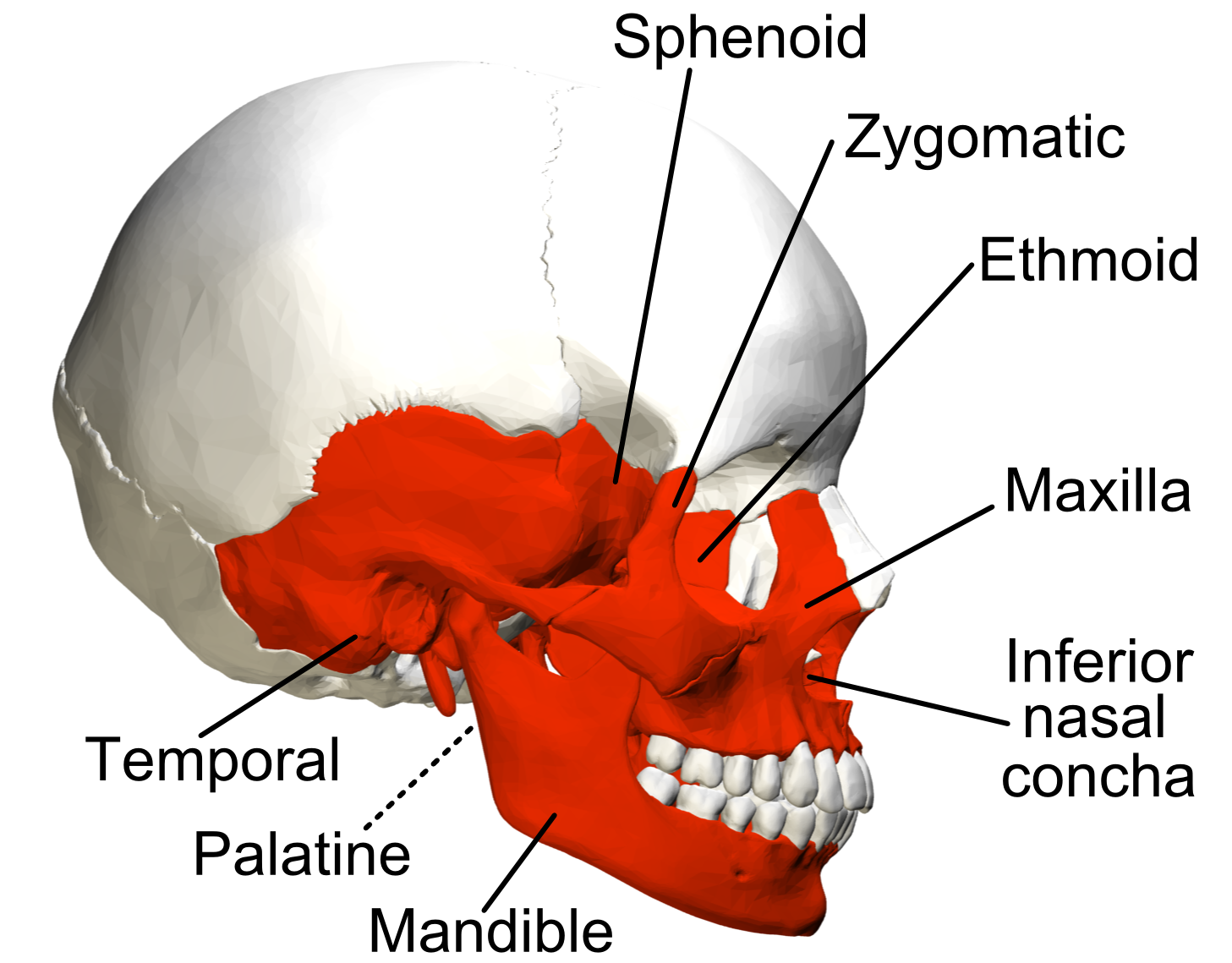
عظام غير منتظمة في الوجه.
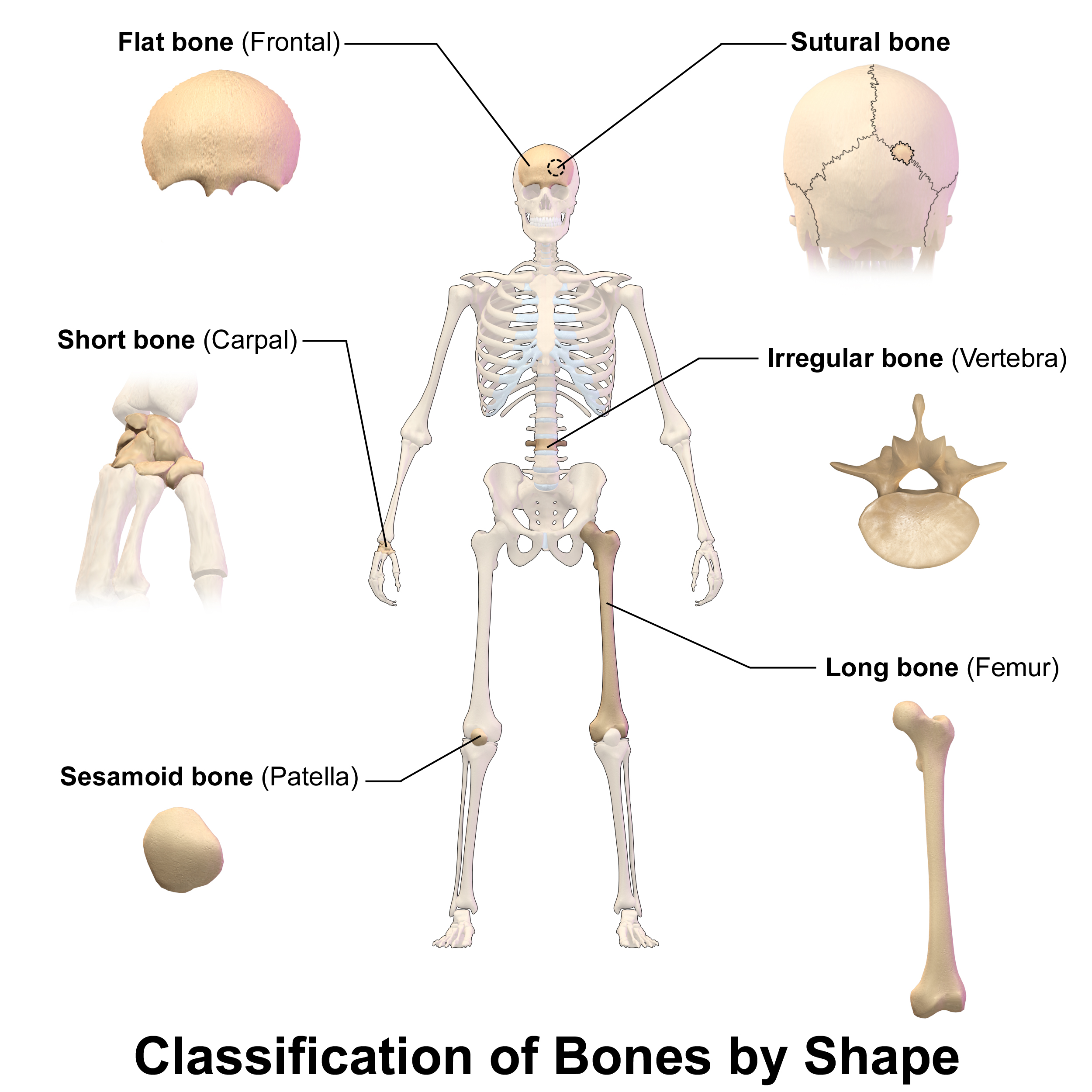
تصنيف العظام غير المنتظمة وفقا للشكل.